# Young Indiana Jones and the Treasure of the Peacock's Eye
Young Indiana Jones and the Treasure of the Peacock's Eye is een Amerikaanse televisiefilm uit 1995, gebaseerd op het personage Indiana Jones. Het is een van de vier televisiefilms gemaakt naar aanleiding van de serie The Young Indiana Jones Chronicles.

## Verhaal
Indiana Jones gaat op zoek naar een beroemde 140-karaats diamant. Deze diamant, het “oog van de pauw” genaamd, zou ooit toe hebben behoord aan Alexander de Grote. Indy komt van het bestaan van de diamant te weten dankzij de laatste woorden van een stervende man.
Indy is echter niet de enige die achter de diamant aan zit. Een man met maar 1 oog heeft ook zijn zinnen erop gezet. De zoektocht leidt van Londen, naar Alexandrië en ten slotte de Stille Zuidzee. Daar heeft Indy een ontmoeting met een bende moordlustige Chinese piraten. Indy wordt door de piraten achtergelaten op een verlaten eiland, alwaar hij wordt gevangen door kannibalen. Indy wordt op tijd gered door de antropoloog Bronislaw Malinowski, en neemt een beslissing die zijn leven voorgoed zal veranderen.

## Rolverdeling
| Acteur               | Personage            |
| -------------------- | -------------------- |
| Sean Patrick Flanery | Indiana Jones        |
| Ronny Coutteure      | Remy                 |
| Adrian Edmondson     | Zyke                 |
| Jayne Ashbourne      | Lily                 |
| Tom Courtenay        | Bronislaw Malinowski |
| Pip Torrens          | Howard Carter        |
| William Osborne      | E.M. Forster         |
| Gareth Marks         | Jongrann             |
| Frank Metha Allam    | Jambi                |
| Anthony Chinn        | Ku Wong              |
| Alice Lau            | Jin Ming             |
| Karl Seth            | Hotel Clerk          |
| Matthew Solon        | Captain Hales        |

## Achtergrond
Het scenario van deze aflevering was eigenlijk bedoeld voor een eventueel derde seizoen van de serie The Young Indiana Jones Chronicles.
In 1999 zijn de afleveringen en televisiefilms van The Young Indiana Jones Chronicles bewerkt tot 22 nieuwe afleveringen, en de naam werd aangepast naar The Adventures of Young Indiana Jones. In deze nieuwe volgorde is de televisiefilm Treasure of the Peacock's Eye aflevering 18.